# Guy Brenton
Guy Brenton (né le 2 mars 1927, mort le 31 juillet 1994) est un réalisateur et producteur britannique.

## Biographie
Guy Brenton nait en 1927 et grandit dans une banlieue de Londres en tant que fils unique; sa mère meurt quand il a 17 ans.
Guy Brenton est devenu une figure de la vie culturelle de l'Université d'Oxford dans les années 1950.
Il réalise en particulier des films sur des humains déshérités, dont Thursday's Children consacré aux enfants sourds-muets, qui remporte l'Oscar du meilleur court métrage documentaire en 1955. Il réalise également Birthday (sur le thème de la poliomyélite) et People Apart (sur l'épilepsie). En 1965 il dirige deux programmes pour la BBC.

## Filmographie
- 1954 : Thursday's Children (co-réalisé avec Lindsay Anderson)
- 1954 : Birthday
- 1961 : The Vision of William Blake
- 1962 : Four People: A Ballad Film
- 1965 : The Group (documentaire)
- 1973 : Ten Years On (documentaire)